# Krawcewicze
Krawcewicze (biał. Краўцэвічы; ros. Кравцевичи) – wieś na Białorusi, w obwodzie grodzieńskim, w rejonie nowogródzkim, w sielsowiecie Brolniki.
W dwudziestoleciu międzywojennym leżały w Polsce, województwie nowogródzkim, w powiecie nowogródzkim.